# Donna Summer

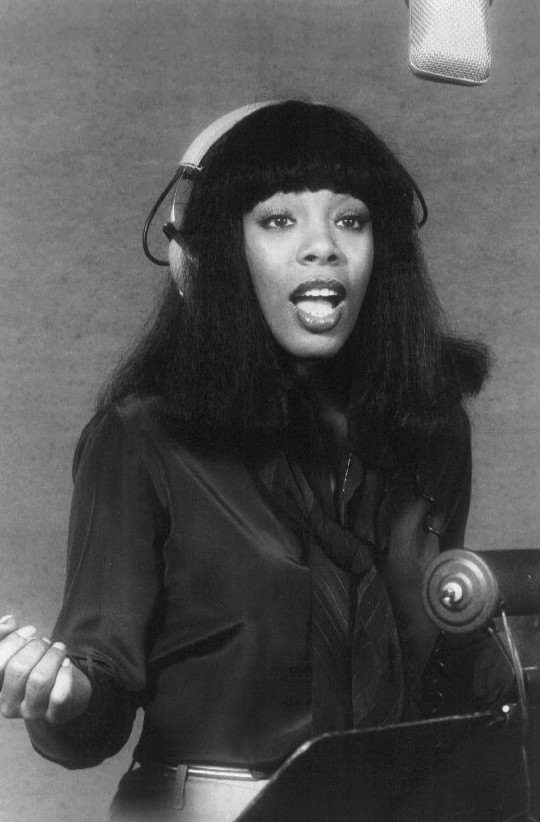
Donna Summer într-un studio de înregistrare în 1977

LaDonna Adrian Gaines (n. 31 decembrie 1948, Boston, Massachusetts, SUA – d. 17 mai 2012, Naples⁠(d), Florida, SUA), cunoscută sub numele de scenă Donna Summer, a fost o cântăreață și textieră americană, care a dobândit o puternică notorietate în perioada disco de la sfârșitul anilor '70.
Printre cele mai apreciate cântece interpretate se pot enumera: Hot Stuff, She Works Hard for the Money, I Feel Love, Last Dance, Heaven Knows.